# Kakadu plum
Terminalia ferdinandiana  é uma árvore australiana que produz uma fruta conhecida comumente como ameixa de Kakadu (Kakadu plum) que possui o maior teor de vitamina C do mundo.
Pouco conhecida no mundo, a fruta é bem consumida na austrália, e, também, muito "azeda".